# Union Deutscher Jazzmusiker

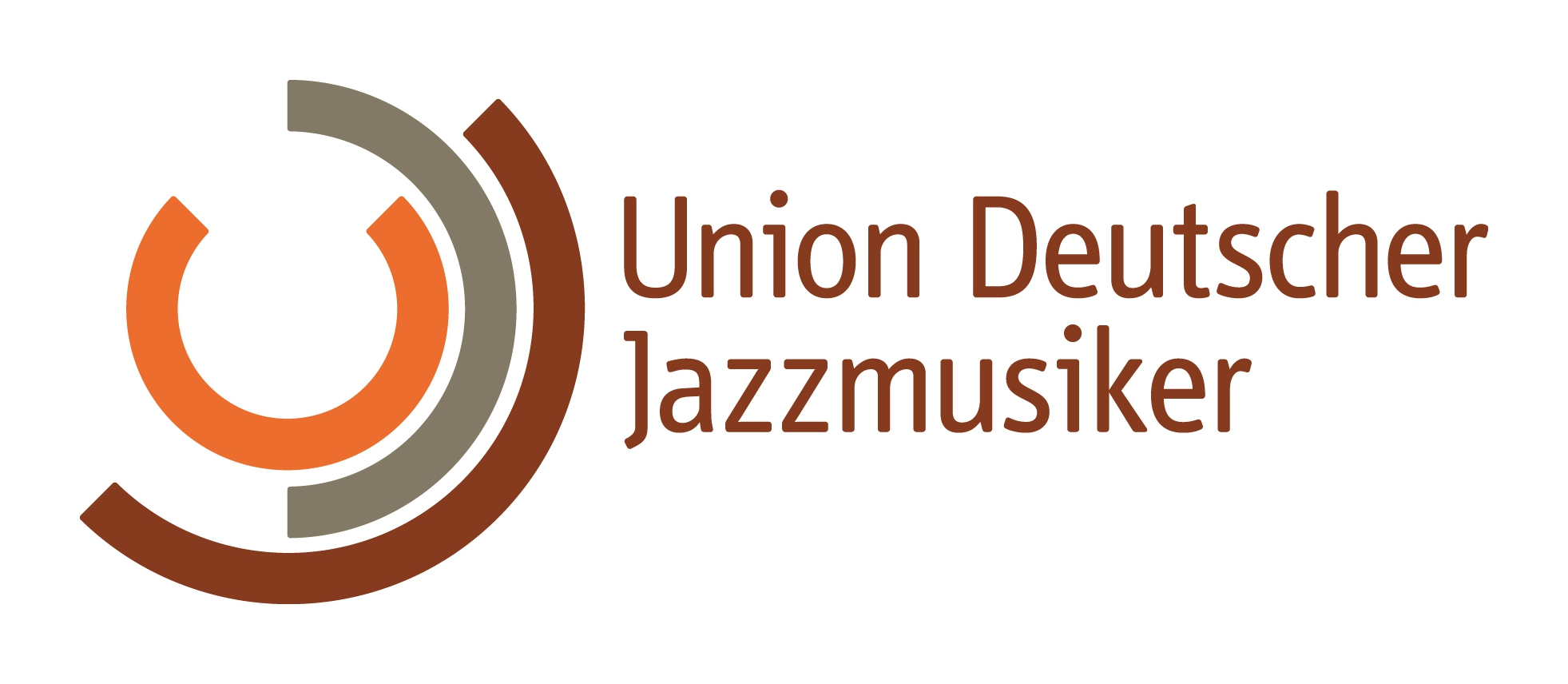
Logo Union Deutscher Jazzmusiker

De Union Deutscher Jazzmusiker (UDJ) is een nationale bond van jazzmuzikanten in Duitsland. De UDJ heeft haar zetel en haar bureau in Berlijn.

## Taken en activiteiten
De UDJ organiseert als beroepstechnische en beroepspolitieke belangengroepering muzikanten, is echter ook voor jazz-initiatieven, belangenorganisaties en andere jazzinstellingen en particuliere begunstigers geopend. De bond werd in 1973 opgericht in Marburg. Het door Claus Schreiner ingestelde Marburger Jazzforum 1973 bood het kader voor ongeveer 60 vooraanstaande muzikanten, persvertegenwoordigers en muziekfunctionarissen, organiseert zich door overheidssteun en cultuurpolitieke erkenning van de activiteiten van Duitse muzikanten in te zetten. Na een initiatief voor een sterke jazz in Duitsland, waarbij zich rond 1000 muzikanten aansloten, onderging de UDJ begin 2012 een fundamentele herstructurering en versterking.
Naast de medewerking in organen en verbonden en de informatie van hun leden had de UDJ een adviserende status bij de inrichting van het Bundesjugendjazzorchester en Jugend jazzt in dragerschap van de Deutscher Musikrat. Ze is in nationale en internationale organen en organisaties vertegenwoordigd. Daarbij behoren de bondsconferentie Jazz, de Deutsche Musikrat, de cultuurpolitieke maatschappij en de artiestenverzekeringskas.
Het behoort tot de taken van de UDJ om experten in jury's van prijzen en stimuleringsprogramma's af te vaardigen. Daaronder vallen de speellokatie-programmaprijs rock, pop en jazz, de Duitse jazzjournalistenprijs, de showcase-jury van de jazzahead! en de SWR-jazzprijs. Voor uitstekende jonge musici wordt ook jaarlijks de Duitse Jazzunion-sponsorprijs uitgereikt als onderdeel van de nationale jeugdjazzbijeenkomst.
De UDJ stelt en verleent sinds 1994 elke twee jaar de Albert-Mangelsdorff-prijs (Deutscher Jazzpreis) met steun van de GEMA-stichting, de Deutscher Komponistenverband en de GVL. Tot de hoofddoelen van de UDJ behoren een verbeterde aanwezigheid en waarneming van de jazz in Duitsland en een efficiënte infrastructuur, waarin muzikanten wonen, werken en creatief kunnen zijn.